# أبجدية ولوفية

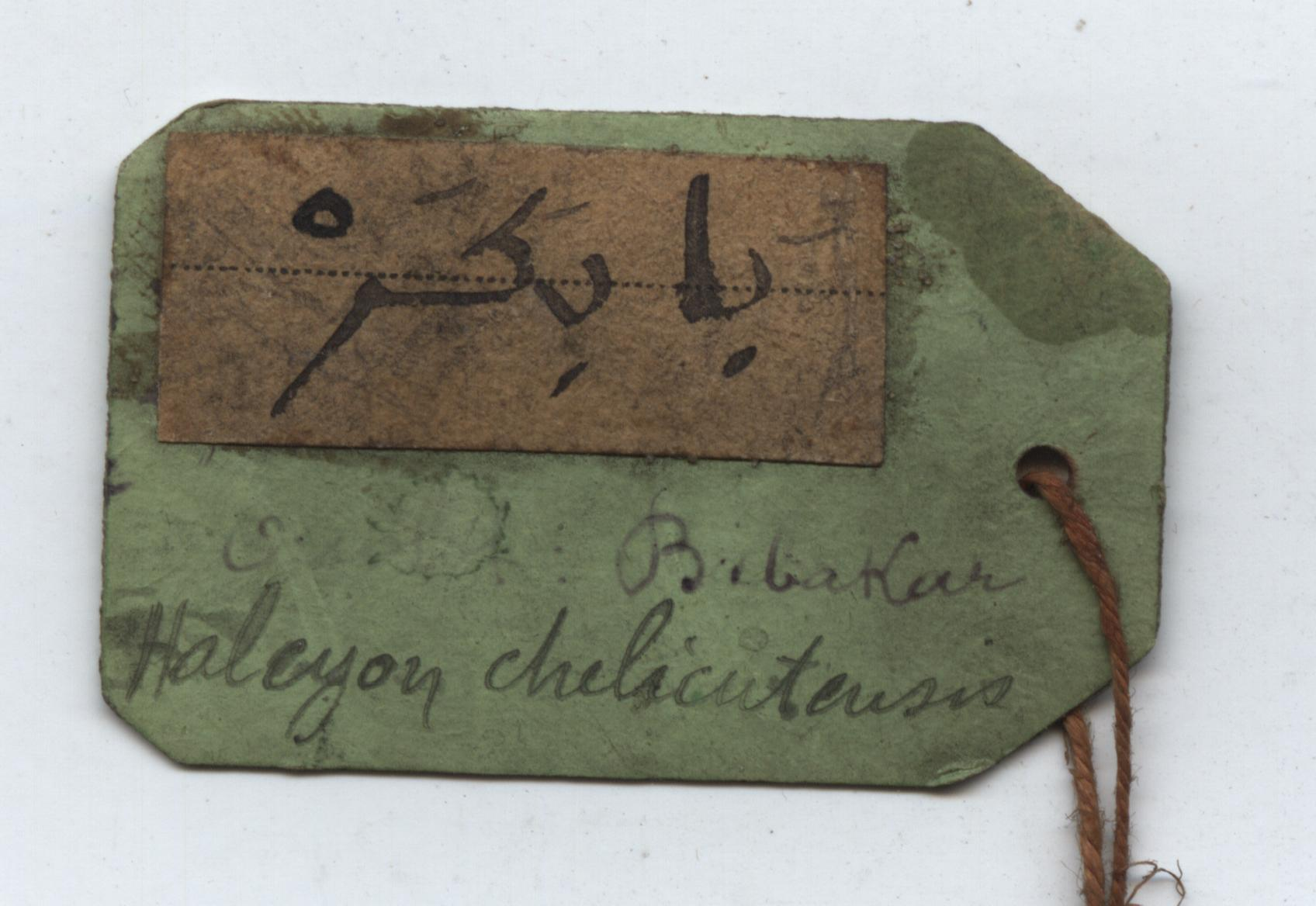
ملصق من طائر الرفراف المخطط يشير إلى اسم الطائر الولوفي بالأبجدية اللاتينية وباللغة الولوفالية

وَلَفَلُ (أو ولڢل) أو ولف عجمي هو الأبجدية العربية«-العجمية» التي تكتب بها اللغة الولوفية المحكية في مناطق كثيرة بشرق أفريقيا.

## الحروف الأبجدية
| ما ليس له مقابل عربي من الفونيمات الولفية | الحروف الولفية المستعملة لتلك الفونيمات |
| ----------------------------------------- | --------------------------------------- |
| p                                         | ث                                       |
| g                                         | ڭ، ک، غ                                 |
| ñ                                         | څ، ج، ني                                |
| ñ                                         | ڭ، ڠ، غ                                 |
| ŋ                                         | څ، ج                                    |
| mp                                        | ث، ب                                    |
| nt                                        | نت، ت                                   |
| nj                                        | څ، ج                                    |
| nk                                        | نک، ک                                   |
| mb                                        | ث، ب                                    |
| nd                                        | ث، د                                    |
| nc                                        | څ، ج                                    |
| ng                                        | ڭ، ڠ                                    |
| nq                                        | ف، ق                                    |